# Liên đoàn bóng đá San Marino
Liên đoàn bóng đá San Marino (tiếng Ý:  Federazione Sammarinese Giuoco Calcio) là tổ chức quản lý, điều hành các hoạt động bóng đá ở San Marino. Liên đoàn quản lý đội tuyển bóng đá quốc gia San Marino, tổ chức các giải bóng đá như vô địch quốc gia và cúp quốc gia. Liên đoàn bóng đá San Marino gia nhập FIFA và UEFA vào năm 1988.